# 小川雄亮
小川 雄亮（おがわ ゆうすけ、1980年7月22日 - ）は、日本のバリトン歌手。声楽家。東京都昭島市出身。日本大学芸術学部音楽学科声楽コース卒業。同大学院博士前期課程芸術学研究科音楽芸術専攻修了。

## 経歴
NPOみんなのオペラ公演（岡村喬生総監督・演出、飯守泰次郎指揮東京ニューシティ管弦楽団）『蝶々さん』にて官吏、ぼんぞーを歌う。「第九」、『クリスマス・カンタータ』のバリトンソロを務める。
(財)日本オペレッタ協会定期公演には、「白馬亭にて」、「こうもり」、「メリー・ウィドウ」、「春のパレード」、「微笑みの国」、「ラ・ヴィー・パリジェンヌ(巴里の生活)」等には、アンサンブルメンバーとして参加。
オペラ、オペレッタ、ミュージカル、音楽劇にも出演しコンサートでも活躍中。オペラ唱法を駆使し活動の場を広げカンツォーネのほかシャンソン、映画音楽、歌謡曲なども得意とし、ライヴハウスやホール、レストラン、ホテルなどのショーに出演。様々なジャンルとコラボ・コンサートを展開。
歌謡ショー、チャペルコンサート、ディナーショーに多数出演。その他、リサイタル開催。近年、日本語の歌(歌曲、唱歌や童謡、歌謡曲)の普及に力をいれ積極的に取り組んでいる。内観共振法、母音空間唱法の研究をしている。

## 受賞
- 長江杯国際音楽コンクール第3位
- アジアクラシック音楽コンサートオーディション新人賞
- フレッシュアーティストオーディション奨励賞
- オペラアリアコンクール奨励賞
- 日本クラシック音楽コンクール審査員賞受賞

## 主なオペラ出演歴
- 《コシ・ファン・トゥッテ》グリエルモ
- 《ドン・ジョヴァンニ》ドンジョヴァンニ、マぜット
- 《フィガロの結婚》アルマヴィーヴァ伯爵
- 《魔笛》弁者、モノスタトス
- 《こうもり》ファルケ
- 《愛の妙薬》ベルコーレ
- 《蝶々夫人》やまどり、やくしで、神官、ぼんぞー
- 《秘密の結婚》ロビンソン伯爵、グランヴィル医師
- 《椿姫》ドゥフォール男爵、グランヴィル医師
- 《メリー・ウィドウ》ダニロ
- 《カルメン》モラレス・ダンカイロ
- 《セヴィリアの理髪師》隊長